# Monte Tapochau
Il monte Tapochau è il punto più alto dell'isola di Saipan nelle Isole Marianne Settentrionali. Si trova al centro dell'isola, a nord del villaggio di San Vicente e a nord-ovest della baia di Magicienne, e raggiunge un'altezza di 474 m s.l.m.

## Descrizione

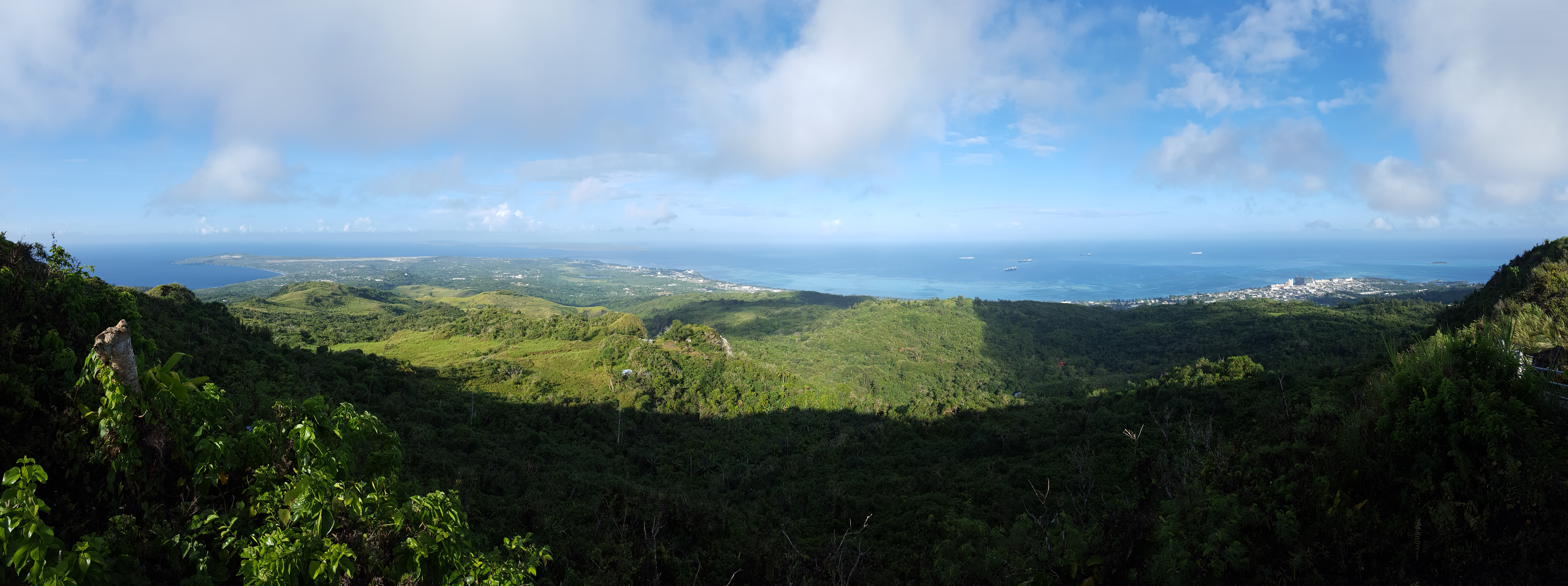
Panorama visibile dalla cima del Monte Tapochau.

Sulla vetta della montagna si trovano una statua di Cristo con le braccia aperte e un osservatorio da dove è possibile vedere oltre a Saipan anche l'isola di Tinian e l'isola di Rota. A partire dal 2016, l'unica strada percorribile per il Monte Tapochau è una salita lunga e tortuosa, nonché erosa dalle forti piogge nel corso degli anni.
La montagna offre una vista a 360 gradi dell'isola, proprio per questo motivo ha svolto un importante ruolo nel corso della seconda guerra mondiale.

## Geografia
La base del monte Tapochau è ricoperta di fosfato, manganese, zolfo e calcare corallino.

## Storia
Durante il periodo coloniale giapponese furono costruiti sul sentiero della montagna 88 templi, ispirati a quelli presenti lungo il pellegrinaggio di Shikoku. Dopo la fine della guerra la maggior parte di essi sono caduti in rovina.
Sul monte Tapochao ci sono innumerevoli grotte che durante la battaglia di Saipan sono stati adibiti a quartier generale e a ospedali da campo. Anche dopo che la forza principale della guarnigione dell'isola di Saipan fu sconfitta, un'unità guidata da Sakae Ōba utilizzò questa montagna come base per circa un anno.